# 武家村关帝庙
武家村关帝庙，位于中华人民共和国山西省晋中市寿阳县解愁乡方山村武家村自然村，已列为山西省文物保护单位。

## 保护
2011年12月12日，武家村关帝庙公布为寿阳县文物保护单位，编号3-12。
2021年8月4日，武家村关帝庙由山西省人民政府公布为第六批山西省文物保护单位，编号6-117。